# 李上林 (嘉慶武進士)
李上林，字幹亭，广东和平县仁义图杨峒约塘肚人，清朝軍事將領。
嘉庆元年（1796年）丙辰科第三甲，赐同武进士出身，授营守备。其裔孙李菁香為光绪八年武生，李腾芳為光绪十五年武生。